# Granges-sur-Vologne
Granges-sur-Vologne korábbi község Franciaországban, Vosges megyében. Lakosainak száma 2149 fő (2018. január 1.). Granges-sur-Vologne Aumontzey községgel határos.
2016. január 1-jén Aumontzey korábbi községgel egyesült és az így létrejött Granges-Aumontzey új község része lett.

## Népesség
A település népességének változása:
| Lakosok száma | 2880 | 2753 | 2794 | 2485 | 2449 | 2298 | 2251 | 2760 | 2178 | 2149 |
|               | 1962 | 1968 | 1975 | 1990 | 1999 | 2008 | 2013 | 2016 | 2017 | 2018 |